# Basilia endoi
Basilia endoi är en tvåvingeart som beskrevs av Mogi 1979. Basilia endoi ingår i släktet Basilia och familjen lusflugor. Inga underarter finns listade i Catalogue of Life.